# محمد المحيسني
محمد بن سليمان المحيسني رجل دين وأعمال سعودي ولد عام 1965 ويعمل إماماً غير متفرغ لجامع عائشة الراجحي بمكة المكرمة، وإمام سابق لجامع القطري بمكة المكرمة وكذا إمام سابق في بريدة (حي المنتزه) والرياض.

## نشأته
بدأ الشيخ المحيسني إمامة الناس في الصلاة في وقت مبكر في حدود السن 15 تقريبا وأول مسجد أَمّ المصلين فيه مسجد ناصر بن سليمان العباس بحي الخالدية (حي العنوز سابقا) بمدينة الرياض، يتبع المحيسني طريقة الحدر (القراءة السريعة).
يعتبر الشيخ المحيسني من مجددي سنة البكاء والخشوع عند قراءة آيات الله في هذا العصر، فهو أول مقرئ تسجل له قراءات خاشعة ومبكية بعد أن غفل غالبية القراء في العالم الإسلامي عن هذا الجانب واكتفوا بالتركيز على الأداء في القراءة وأحكام التجويد، ظهرت أول تسجيلات للشيخ المحيسني من عام 1408 (سور قرآنية محدودة) ثم المصحف الكامل من قراءة التروايح والقيام لعام 1409 حيث انتشر صيته بعد نزول المصحف كاملا في التسجيلات الإسلامية.
بدأ المحيسني الإمامة في الرياض ثم انتقل إلى مدينة بريدة التي اشتهر بها وذاع صيته ثم انتقل إلى مكة المكرمة. تم منع المحيسني عن الخطابة سنة 1414 هـ لأسباب سياسية.

## تسجيلاته
ظهرت له بعد ذلك تسجيلات مختلفة في الأعوام الموالية من بينها مصحف 1411 ومصحف 1414 وكان آخرها مصحف 1428 المسجل من قراءة الشيخ في رمضان عندما أم بالمصلين في الجامع القطرى بمكة المكرمة كما هي عادته في السنوات الأخيرة.
ويتم نقل صلاة التروايح والقيام بصوته خلال السنوات الماضية عبر شبكة الإنترنت بشكل حي ومباشر، وقد سجلت بعض التسجيلات الإسلامية أشرطة من قراءة الشيخ منها شريط يحمل عنوان: «من أروع التلاوات».
سجلت للمحيسني خطب ومحاضرات رائعة أغلبها من صلاة الجمعة وهي في أشرطة كثيرة ومنتشرة، وللشيخ مواعظ وكلمات بأسلوب انشادي جميل منها: «وداع رمضان» و«كلا إنها لظى» و«وإذا الجنة أزلفت» و«نهاية الإنسان ومصيره» و«بر الوالدين» و«فضل قيام الليل» وغيرها.
وسجلت مؤسسة القادسية مصحفا للمحيسني من قراءته لعام 1430 هجرية وأشرطة منوعة لسور قرآنية وأدعية، وقبل هذا المصحف قامت قناتان تلفزيونيتان إسلاميتان هما المجد والفجر ببث مصحف مرئي لقراءة المحيسني على شكل ختمة كاملة للقرآن الكريم.

## روابط خارجية
- مصحف القارئ محمد المحيسني على تي في قرآن